# Yasmin Lee
Pour les articles homonymes, voir Lee.
Yasmin Lee est une actrice pornographique trans américaine, née le 3 juin 1983.

## Biographie
Yasmin Lee naît en Thaïlande dans une famille cambodgienne ayant fui les Khmers rouges : les première années de sa vie se déroulent dans un camp de réfugiés. Sa famille s'installe par la suite en Californie. Après avoir rejoint l'US Navy et dû la quitter en raison de son orientation sexuelle, Yasmin Lee travaille comme maquilleuse dans le milieu du cinéma, puis quitte cet emploi au moment où elle entame sa transition de genre. Elle commence alors une carrière dans le cinéma pornographique, tout en faisant des apparitions occasionnelles dans des films grand public ; on la voit notamment dans Very Bad Trip 2,. 
Travaillant régulièrement pour Kink.com, Yasmin Lee a remporté en 2012 le prix  Kinkiest T-Girl Domme récompensant la meilleure prestation en tant que dominatrice transgenre.
Yasmin Lee est par ailleurs membre active de l'Union américaine pour les libertés civiles et participe aux travaux de cette association sur les droits des personnes LGBT aux États-Unis.